# The Unconquerable
The Unconquerable is een kort verhaal uit 1910 of 1911, dat wordt toegeschreven aan een samenwerking tussen Thomas Hardy en diens tweede vrouw Florence Dugdale. Het verhaal werd tijdens hun beider leven niet gepubliceerd, maar werd wel opgenomen in een verzamelbundel die in 1992 werd uitgebracht onder de titel Thomas Hardy: The Excluded and Collaborative Stories onder redactie van Hardy-kenner Pamela Dalziel.
Dit verhaal wordt, evenals de vertelling getiteld Blue Jimmy: The Horse Stealer gezien als een samenwerkingsproject tussen de echtelieden, gezien de annotaties die Hardy aanbracht in het manuscript. De biograaf Robert Gittings gaat ervan uit dat het verhaal volledig aan Hardy is toe te schrijven, maar dat hij het werk aan haar toebedeelde.

## Het verhaal
De twee schoolkameraden Philip Fadelle en Roger Wingate dingen beiden naar de hand van Gertrude Norton. De laatste is echter iets eerder met zijn aanzoek en Fadelle heeft het nakijken. Dit staat een verdere vriendschap overigens niet in de weg. Wingate maakt een grote carrière door in de zakenwereld en in de politiek en Fadelle streeft een literaire loopbaan na. Na vijf succesvolle jaren overlijdt Wingate echter, en Fadelle ziet een kans om Gertrude alsnog voor zich te winnen. Zonder de overheersende invloed van haar overleden man lijkt zij opnieuw op te bloeien, maar enige toenadering wijst zij af omdat er een soort van overeenkomst is gesloten die inhoudt dat bij eerder overlijden van een van de echtelieden de overlevende geen nieuw huwelijk zal aangaan, een overeenkomst waar Gertrude niet van harte mee heeft ingestemd.

Fadelle wordt gevraagd een biografie te schrijven van de succesvolle politicus en hij kwijt zich van die taak. Als hij echter stuit op een aantal door Gertrude beschikbaar gestelde maar door haar niet gelezen documenten wordt het hem duidelijk dat Wingate zijn positie vooral te danken heeft gehad aan corruptie. Ook blijkt uit de documenten dat er sprake is van ontrouw. Fadelle staat nu voor een dilemma: zal hij deze gegevens gebruiken of vernietigen...